# Етнічне поле
Гіпотеза етнічного поля була запропонована Л. М. Гумільовим з метою пояснення феномена єдності етнічних систем, яка координує дії їхніх складових елементів. Етноси лише в деяких випадках збігаються з єдиними організаціями, керованими централізовано, а певну єдність поведінки і реакцій на навколишнє середовище для членів однієї етнічної системи спостерігається завжди (див. Стереотип поведінки).
Створюючи гіпотезу етнічного поля, Л. М. Гумільов спирався на більш загальні уявлення про біологічні поля. Стверджувалося, що надіндивідуальна координована поведінка живих організмів, а також розвиток систем, складених цими організмами (зграй, колоній, видів) регулюється біологічними полями. Причому єдність будь-яких груп маніфестується не тільки через форму організмів, а й через їх поведінку. Етнічні ж системи є окремим випадком груп живих організмів, що розвиваються природно і у взаємодії з навколишнім середовищем.
Серйозним аргументом на користь гіпотези про етнічне поле є феномен компліментарності (підсвідомого відчуття етнічної близькості або чужості), який важкозрозумілий з інших позицій. Л. М. Гумільов припустив, що етнічні поля, подібно до інших видів полів, мають певний ритм коливань. Близькість цих ритмів у певної групи людей породжує у них почуття взаємної близькості і протиставлення себе всім іншим (ми і «не ми»). Зіткнення з носіями іншого ритму викликає відчуття чужості, відмінність, іноді доходить до різкої антипатії. Відомо, що у людей, які перебувають на чужині, виникає особливий психічний стан — ностальгія. Для нього характерні почуття туги, тривоги, пригніченості і т. д. З позицій гіпотези про етнічне поле це цілком зрозуміло: ностальгія викликається впливом на людину середовища з чужим ритмом етнічного поля, а також відривом від свого середовища, де мав місце резонанс з полями оточуючих.
Іншим явищем, що змусило Л. М. Гумільова включити в науку про етнос поняття поля, виявилася пасіонарна індукція. Принцип поля проявляється в даному випадку вельми чітко — пасіонарії, що служать джерелом індукції, спонукають оточуючих людей діяти направлено і координовано, причому вирішальним є момент особистої присутності пасіонарія-індуктора. У міру віддалення від нього дія індукції знижується. На основі цих фактів Л. М. Гумільов припустив, що прояв пасіонарної індукції регулюється відповідним видом біологічного поля — пассіонарним полем. Той факт, що пасіонарії-індуктори сильніше впливають на осіб однаковою з ними етнічної приналежності, вказує на те, що у випадку з пассіонарним полем ми стикаємося з іншим проявом все того ж етнічного поля, що здійснює свою регулюючу функцію в етносі.
Гіпотеза Л. М. Гумільова про пасіонарні і етнічні поля, поки вона не підтверджена експериментально, не може служити настільки ж ефективним засобом дослідження етнічних процесів, як і теорія пасіонарності. Але при цьому вона не суперечить жодному з відомих фактів і вельми наочно пояснює суть поглядів Л. М. Гумільова на етнос і етногенез.

## Розкол етнічного поля
Дане поняття засноване на загальних уявленнях про етнічне поле зі своїм ритмом (частотою коливань). Служить для позначення історичного феномена різкої розбіжності стереотипів поведінки і ментальності в рамках однієї етнічної системи, що супроводжується втратою відчуття компліментарності між існуючими цілостностями. На рівні суперетносу дане явище особливо яскраво проявляється у  фазі надлому. Так, західноєвропейський світ за час Реформації розділився на дві частини:  католицьку і  протестантську. Розкол був досить глибоким: надалі протестантські та католицькі народи досить по-різному поводилися в колоніях і чітко відділялися один від одного. Однак відчуття спільної приналежності до суперетносу («Цивілізованого світу») не було втрачено. Якщо ж розкол супроводжується вторгненням чужих впливів і ідей, то система, що зазнала розкол, виявляється в серйозній небезпеці.
Виходячи з уявлень про етнічне поле розкол його означає виникнення на місці єдиної частоти коливань (ритму) двох нових, відмінних одне від одного частот, що і породжує втрату компліментарності.